# Дементьев, Александр Григорьевич
Алекса́ндр Григо́рьевич Деме́нтьев (4 [17] апреля 1904, Большое Мурашкино, Княгининский уезд, Нижегородская губерния или Нижегородская губерния — 23 марта 1986, Москва) — русский советский литературовед, критик и педагог, журналист, военный корреспондент.

## Биография
Александр Григорьевич Дементьев родился 4 (17) апреля 1904 года в селе Большое Мурашкино Княгининского уезда Нижегородской губернии. Поскольку его родители до революции были зажиточными крестьянами, а по советской классификации — кулаками, в середине 1920-х годов они были лишены избирательных прав, став так называемыми «лишенцами». Этот факт в дальнейшем затруднил Александру Дементьеву партийную карьеру.
В 1925 году Дементьев окончил общественно-экономический факультет Нижегородского педагогического института и был направлен учителем истории и литературы в одну из школ города Туапсе. Спустя три года он переехал в Ленинград и некоторое время преподавал в школе № 70 и техникуме при заводе «Электросила».
В 1932 году Дементьев поступил в аспирантуру Ленинградского института философии, литературы и истории и стал кандидатом в члены ВКП(б). Сразу после аспирантуры ему предложили место преподавателя в Ленинградском университете. И тут неожиданно вскрылось «кулацкое» прошлое его отца. Партком университета немедленно вывел Дементьева из кандидатов в члены партии, на что он подал кассационную жалобу. Пока жалоба ходила по инстанциям, Дементьев успел получить степень кандидата филологических наук. Но на партийную карьеру критика это обстоятельство никак не повлияло. Лишь в 1939 году Дементьеву позволили подать новое заявление о приёме в партию. Членом ВКП(б) он стал весной 1941 года.
Впервые выступил в печати в 1939 году.
С началом Великой Отечественной войны ушёл в народное ленинградское ополчение. Из-за сильной близорукости не мог служить в строевых войсках. С начала 1942 года — корреспондент в военной газете 42-й армии «Удар по врагу», затем — начальник агитмашины.
Член Союза писателей СССР с 1948 года.
В 1948—1953 руководил кафедрой советской литературы ЛГУ; в 1949 — заведовал сектором печати Ленинградского горкома ВКП(б), в 1951—1953 — отделом критики журнала «Звезда».
Осенью 1949 года участвовал в травле Бориса Эйхенбаума в прессе. О статье Дементьева Эйхенбаум отозвался в своём дневнике следующим образом:
Статья просто шулерская и невежественная до ужаса. А главное — подлая. ⟨…⟩ «Пересилить время» нельзя, а так получилось, что мы сейчас не нужны. Жаль, конечно, что нужны подлецы и дураки, но надо утешаться тем, что это не везде, а в нашей маленькой области, которая оказалась на задворках. В самом деле, что мы значим рядом с атомной бомбой?
В 1953—1955 и с конца 1959 — заместитель главного редактора журнала «Новый мир».
В 1957—1959 — главный редактор журнала «Вопросы литературы».
Значительный резонанс вызвала статья Дементьева «О традициях и народности», опубликованная в № 4 «Нового мира» за 1969 год, в которой он выступил с резкими политическими обвинениями в адрес авторов журнала «Молодая гвардия», обвинив их в националистических настроениях. В заключительной части этой статьи приводилась цитата из Программы КПСС, утверждающая обязанность «вести непримиримую борьбу против проявлений и пережитков всякого национализма и шовинизма, против тенденций к национальной ограниченности и исключительности, к идеализации прошлого и затушёвыванию социальных противоречий в истории народов, мешающих коммунистическому строительству». После этого одиннадцать писателей и поэтов (М. Алексеев, С. Викулов, С. Воронин, В. Закруткин, А. Иванов, С. Малашкин, А. Прокофьев, П. Проскурин, С. Смирнов, В. Чивилихин, Н. Шундик) в письме в редакцию журнала «Огонёк» обвинили «Новый мир» в том, что он выступает против «главных духовных ценностей нашего общества», являясь проводником буржуазной идеологии и космополитизма.
Умер 23 марта 1986 года в Москве.

## Редакторская деятельность
Под редакцией А. Г. Дементьева вышли:
- История русской советской литературы: В трёх томах. — М., 1958—1961.
- История русской советской литературы в 4-х томах. — М., 1967—1971.
- Русская периодическая печать (1702—1894): Справочник / также под ред. А. В. Западова и М. С. Черепахова. — М., 1959.
- Очерки истории русской советской журналистики (1917—1932). — М., 1966.
- Очерки истории русской советской журналистики (1933—1945). — М., 1968.

По крайней мере, в период 1949—1954 годов он был членом редколлегии серии «Библиотека поэта».

## Сочинения
- Очерки по истории русской журналистики 1840—1850 гг. — М.—Л., 1951.
- На новом этапе. — М., 1965.
- В. И. Ленин и советская литература. — М., 1977.
- Статьи о советской литературе. — М., 1983.

## Награды
Орден Красной Звезды (1944)

## Память
- В июне 1997 года имя А. Г. Дементьева присвоено Центральной районной библиотеке Большемурашкинского района в Нижегородской области[9][10].